# Огарь
О́гарь, или кра́сная у́тка (лат. Tadorna ferruginea), — водоплавающая птица семейства утиных, родственная пеганке. Характерно оранжево-коричневое оперение, при этом голова имеет более светлую окраску. Крылья белые с чёрными маховыми перьями. Красные утки хорошо плавают, а в полёте выглядят тяжёлыми, больше похожими на гусей, чем на уток. У самцов в период гнездования, летом, появляется тёмное кольцо на шее, а у самок обычно есть белое пятно на голове. Их голос — громкий крик, похожий на гогот гусей.
Обычно красные утки живут парами или маленькими группами, гораздо реже — большой стаей. Но на время линьки и зимовки могут собираться большими группами на озёрах или медленных реках. В неволе эти птицы, как правило, агрессивны и необщительны, лучше их держать в паре или рассредоточить на очень большой территории. Можно держать огарей вместе с утками других видов, но и в этом случае они могут быть очень агрессивны в период гнездования.

## Описание

### Внешний вид
Огарь — одна из наиболее узнаваемых уток, прежде всего по характерной ярко-рыжей окраске оперения. Все её ближайшие родственники, обитающие в южном полушарии и также имеющие рыжие детали оперения — сероголовый огарь, австралийская и новозеландская пеганки, а также жительница Евразии обыкновенная пеганка — заметно отличаются друг от друга окрасом головы.

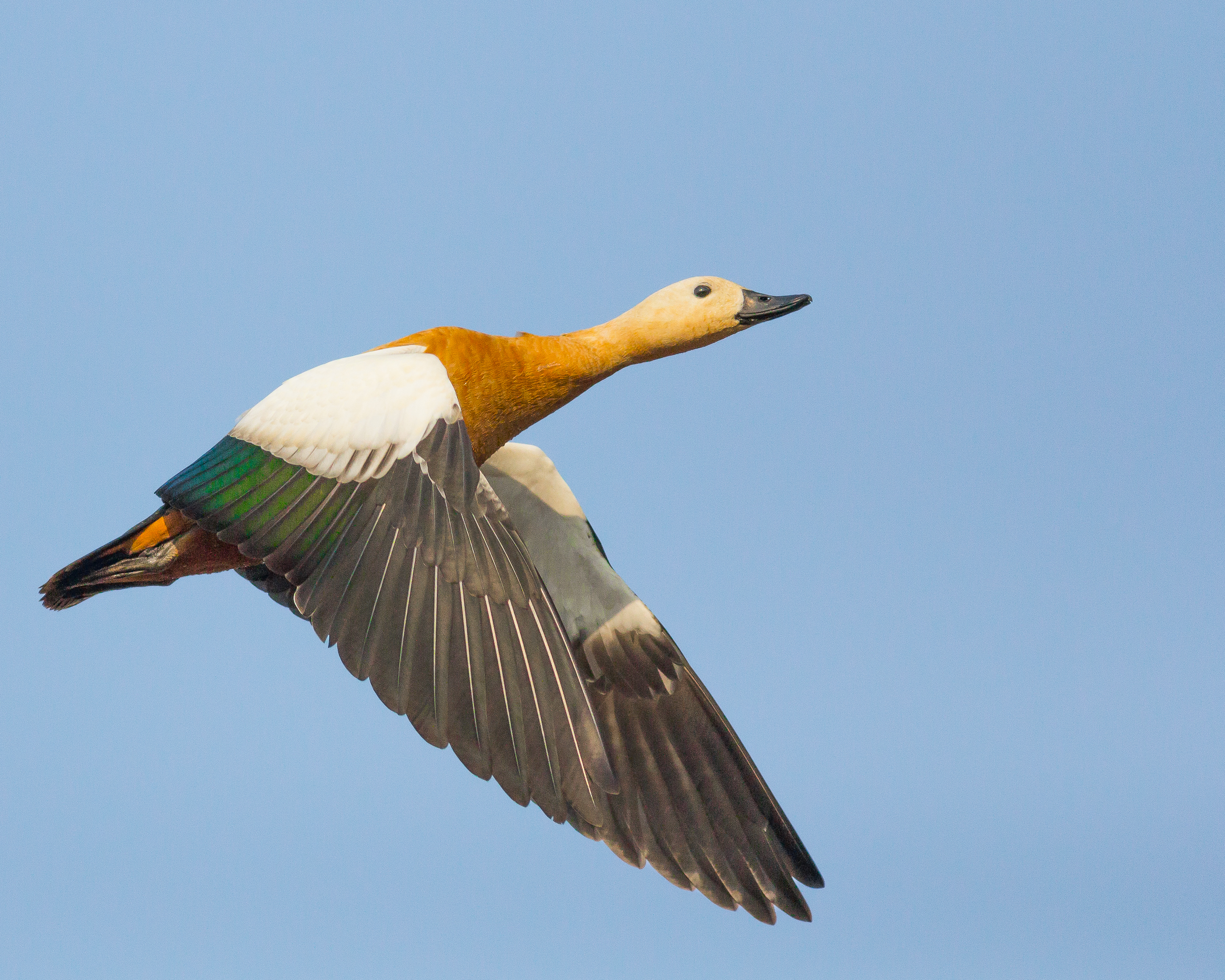
В полёте

Это крупная, высокая на ногах птица своей осанкой, длинной шеей, коротким клювом и редкими взмахами широких туповатых крыльев больше напоминает небольшого гуся, нежели типичную утку. Размеры и пропорции сравнимы с таковыми у пеганки: длина 61-67 см, размах крыльев 121—145 см, масса 1000—1600 г. Оперение большей части тела интенсивно рыжего цвета, переходящее в беловато-охристое на голове и шее. Маховые, надхвостье и хвост чёрные, в последних двух случаях с зеленоватым отливом. В верхней и нижней части крыла на кроющих развиты большие белые пятна, хорошо заметные у летящей птицы. По переднему краю второстепенных маховых имеется пятно зелёного цвета — так называемое «зеркальце». Радужина, клюв и ноги чёрные. По краям надклювья и подклювья имеются тонкие, редкие и крупные зубцы.

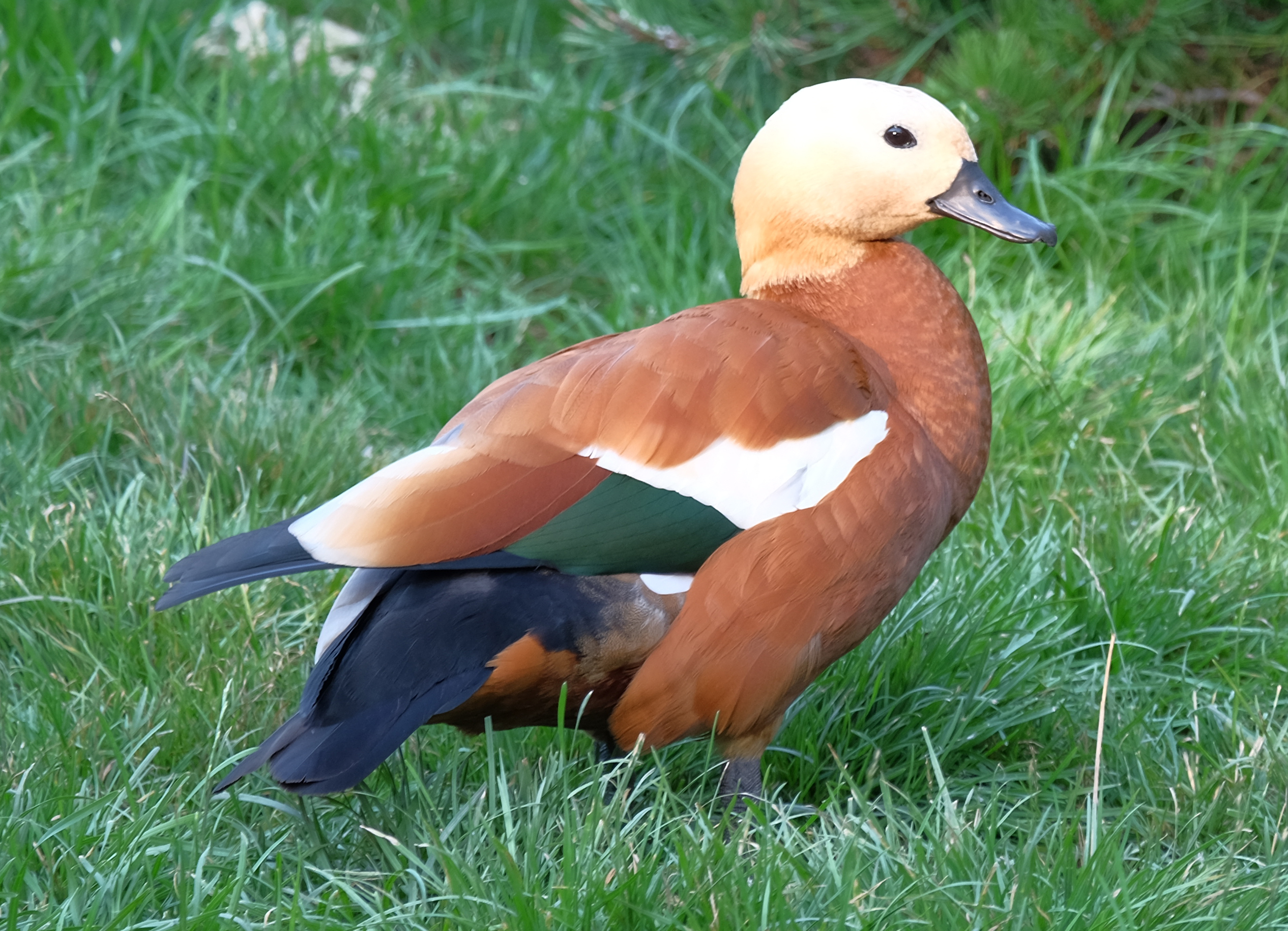
самец

В брачном наряде самец выделяется наличием тонкого чёрного «ошейника» в верхней части шеи, а самка в свою очередь более светлыми, почти белыми перьями по бокам головы. В остальном сезонная смена нарядов у обоих полов практически не выражена, разве что яркие детали оперения самца становятся немного более тусклыми. Молодые птицы похожи на взрослую самку, но в сравнении с ней выглядят ещё более блеклыми, с кроющими крыла скорее серыми, чем белыми.

### Голос
Криклив в течение года. Обладает характерной вокализацией, по которой птицу можно сравнить лишь с голосом канадской казарки или ещё более отдалённо с ржанием домашнего осла. Наиболее частый крик, издаваемый на земле и в полёте — звучное глубокое «анг…» или «ганг…», иногда растянутое на два слога и звучащее как «аак…» или «ваак…». По окончании этого крика нередко можно услышать глухую трель «арррр…». Звуки, издаваемые птицами разного пола, можно отличить друг от друга: у самки голос обычно громче, глубже и резче, в нём превалирует звук «а», тогда как у самца идёт ударение на звук «о».

## Распространение

### Гнездовой ареал

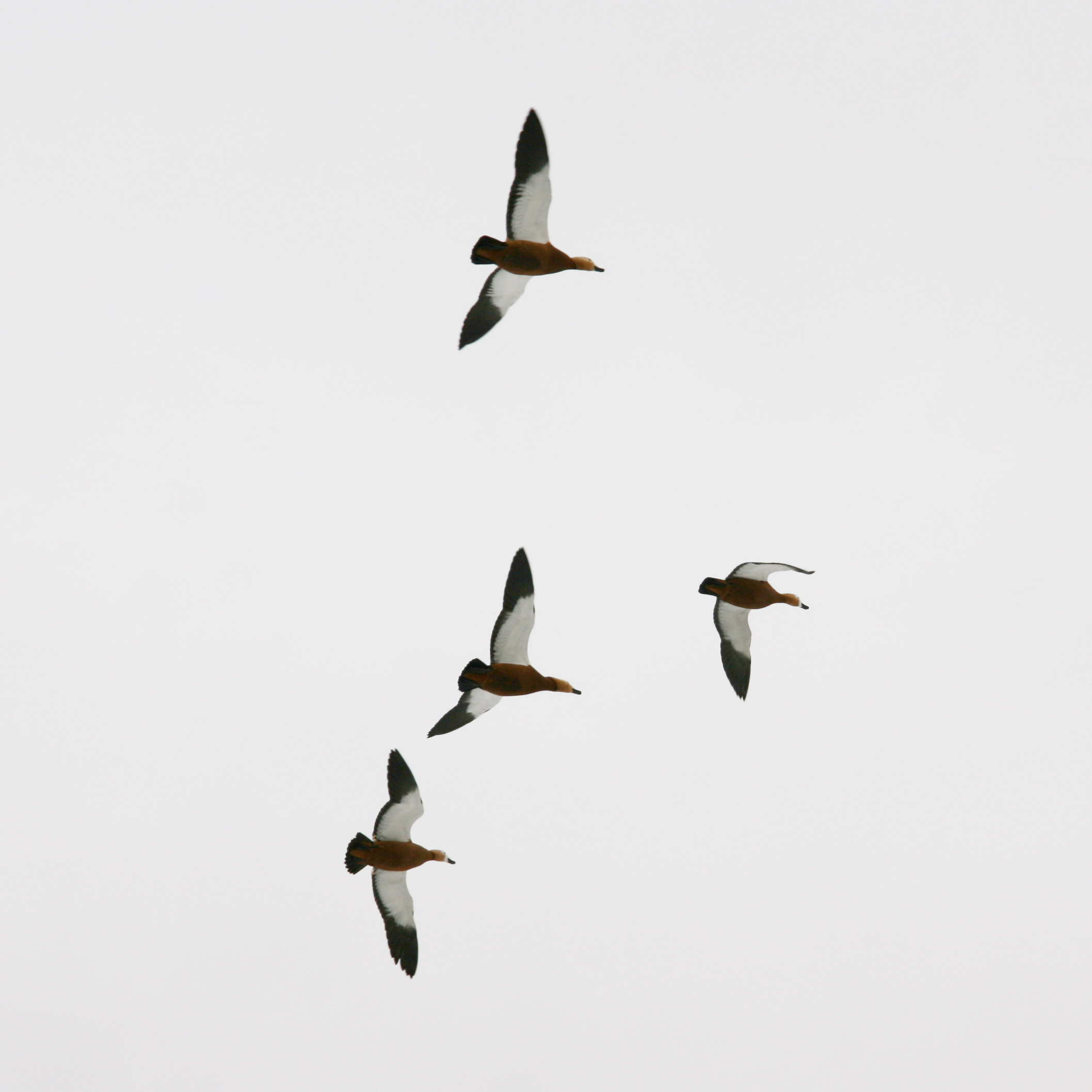
Стая огарей. Московский зоопарк

Основная область гнездования охватывает полосу степей и пустынь Евразии от Греции к востоку до западной части Маньчжурии, китайских провинций Ганьсу и Сычуань. Кроме того, небольшие изолированные поселения этих птиц имеются в северо-западной Африке и в Эфиопии.
Популяция северо-западной Африки, насчитывающая около 2500 птиц, распространена большей частью на территории Марокко к югу до залива Дахлы и прилегающих солончаковых пустынях в средней части Сахары на юге Алжира. Кроме того, начиная с середины 1990-х годов единичные гнездовья регистрируют Тунисе в районе озера Шотт-эль-Джерид. Эфиопский участок ареала, на котором согласно оценкам обитают от 200 до 500 птиц, фактически ограничен территорией национального парка Bale Mountains в горных районах страны. В Европе огарь гнездится на северном побережье Эгейского моря в Греции и Турции, и на западном побережье Чёрного моря в Болгарии и Румынии — общая численность огарей в этом регионе оценивается в 20 тыс..
Огарь достаточно широко распространён в Турции и далее на юго-восток — в Ираке, Иране, Афганистане и, возможно, Сирии. К настоящему времени сохранилась лишь небольшая популяция в Крыму и на Украине, в заповеднике Аскания-Нова, хотя ещё в конце XVIII века огарь охотно гнездился далеко за пределами этого полуострова в степных районах, в частности в долинах рек Свиная (Одесский уезд), Южный Буг, Тягинка, Днепр, Конка, Орель и других, расположенных в пределах нынешних Днепропетровской и Харьковской областей, а также по рекам Айдар и Белая.
В России огарь распространён в южной части страны от восточного Приазовья, Отрадненского и Кавказского районов Краснодарского края к востоку до Зейско-Буреинской равнины в западной части Амурской области. Северная граница гнездовий, местами уходящая в пределы Казахстана и Китая, примерно совпадает с южной границей лесов — в тайге птицы не гнездятся, но местами по долинам крупных рек залетают на север вплоть до арктических побережий. В промежутке между Волгой и Уралом она проходит в районе Камыш-Самарских озёр и устья Илека, в северном Казахстане и промежутке между верхним Иртышом и верхним Енисеем вдоль 54-й параллели, на Байкале в районе устья Баргузина, восточнее через долину Муи. Южная периферия гнездового ареала находится в засушливых районах Центральной Азии и юго-восточной части Китая к югу до северных склонов Гималаев (Ладакх), южного Тибета, центральных китайских провинций Сычуань и Ганьсу. Наибольшей численности утка достигает как раз в юго-восточной аридной части ареала — Монголии, Тыве, Центральной и Средней Азии.

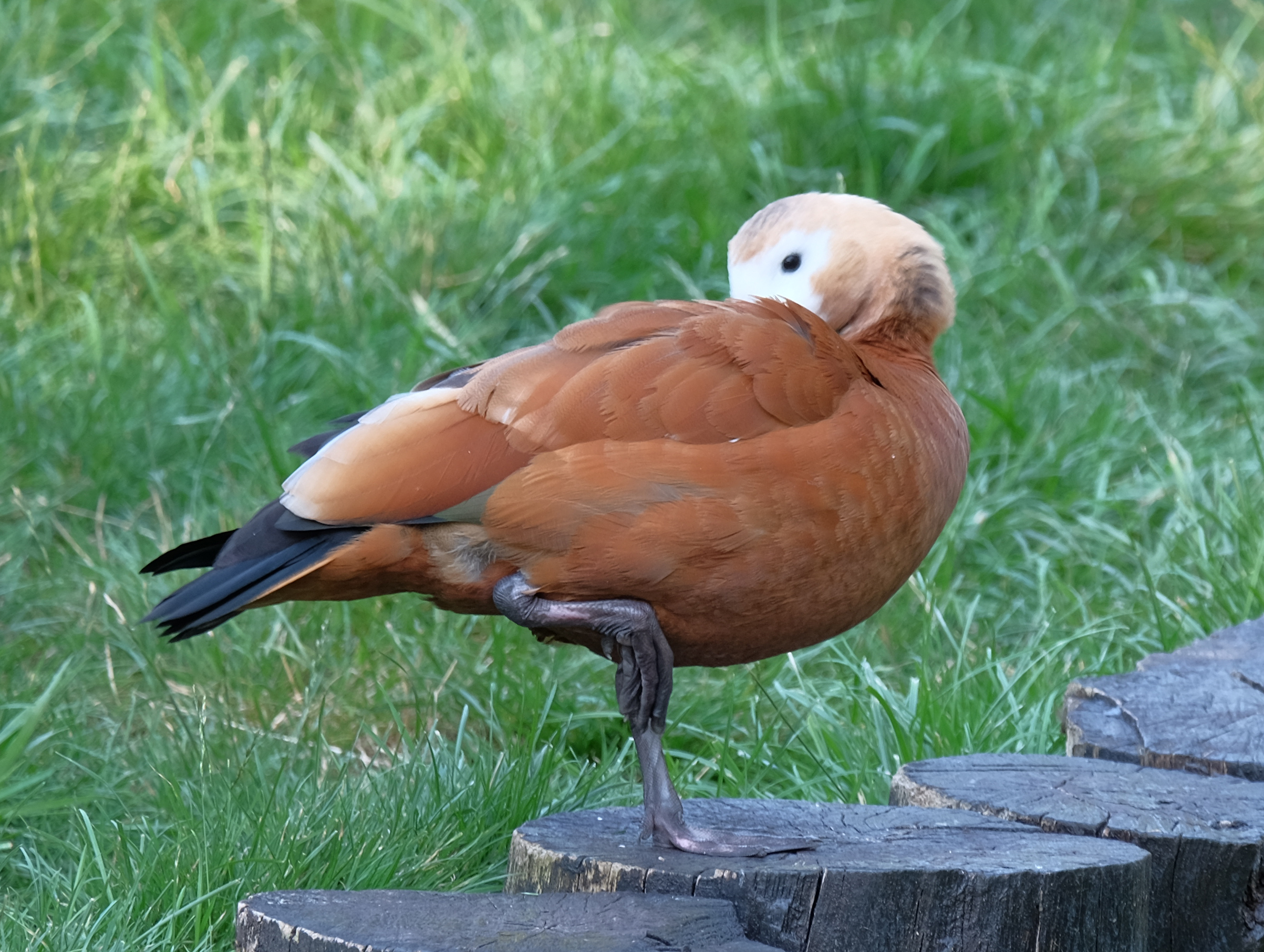

За пределами природного ареала одичавшие огари иногда селятся в городской черте, при этом приобретают признаки синантропных животных. В частности, этих птиц можно встретить на прудах некоторых парковых ансамблей города Москвы, например, в Тимирязевском парке, парке усадьбы Покровское-Стрешнево, на каскаде Красногвардейских прудов, на Москве-реке в районе музея-усадьбы Коломенское, в лесопарке Кусково, в Терлецком парке, на Амбулаторном пруду в районе метро «Аэропорт», а также в парке «Дружба» в районе метро «Речной вокзал», а также в Зеленограде и Кунцево. Полагают, что эти птицы являются потомками жителей Московского зоопарка, покинувших его территорию после 1948 года, когда им перестали подрезать крылья. В отличие от диких сородичей городские огари не отлетают на зимовку, а концентрируются на незамерзающих участках водоёмов, в том числе на территории зоопарков, где их подкармливают служащие.

### Зимний ареал
В Азии (за исключением Малой Азии и Ближнего Востока), где гнездится подавляющее большинство огарей, утки совершают регулярные сезонные миграции в южном направлении, зимуя на южном Прикаспии, озере Иссык-Куль, в южной и юго-восточной части материка от подножий Гималаев и равнин в северной и центральной Индии к востоку до Корейского полуострова и восточных провинций Китая, а также Тайваня. Популяции юго-восточной Европы и Турции ведут преимущественно оседлый образ жизни, совершая лишь нерегулярные кочёвки в поисках подходящего водоёма. В былые годы большое количество птиц, предположительно из Турции, зимовала на берегах Белого Нила, однако в последние десятилетия огари появляются в этих местах редко и нерегулярно. В северо-западной Африке огари совершают вертикальные кочёвки, в холодное время года спускаясь с вершин Атласских гор на побережье. Часть гнездящихся здесь птиц вплоть до середины 1970-х годов регулярно перемещалась на Пиренейский полуостров в дельту реки Гвадалквивир.

### Места обитания
В гнездовой период населяет самые разнообразные внутренние водоёмы с солоноватой или солёной, но также местами и пресной водой, от мелких до очень крупных. В отличие от многих уток, для кормёжки и отдыха огарь не требует больших водных пространств, и по этой причине нередко селится даже на большом расстоянии от воды (вероятно, поэтому птица не встречается на большей части Европы). При всём разнообразии птица всё же выбирает открытые водоёмы с редкой водной, околоводной растительностью или без неё, часто в степи, холмистой местности или в горах до 5000 м над уровнем моря. Избегает таёжных, сильно заросших водоёмов и морских побережий. Вне сезона размножения селится на временных разливах, вялотекущих равнинных реках, обмелённых в отсутствие муссонных осадков, болотах, прудах и водохранилищах поблизости от пашен.

## Питание

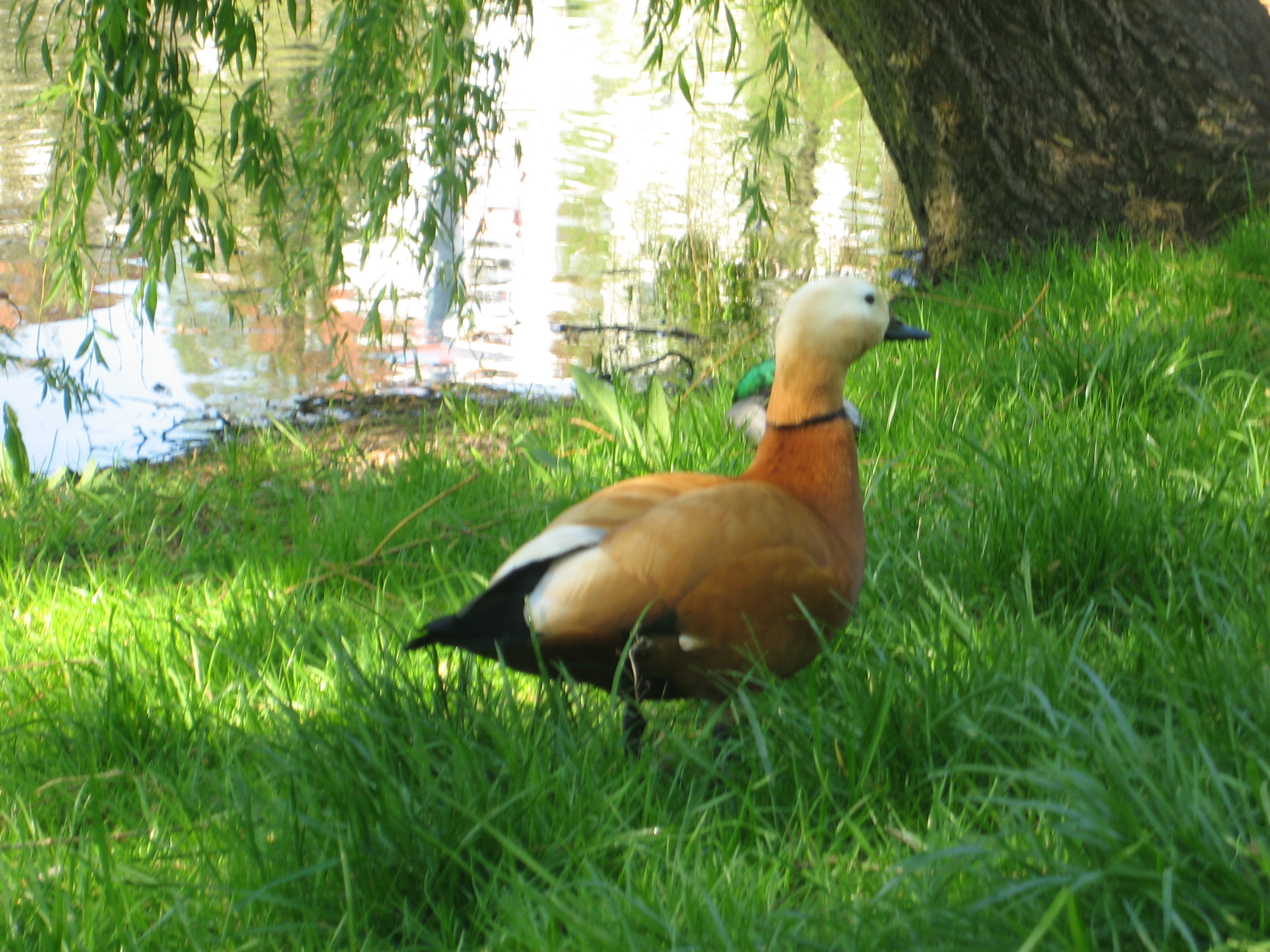
В отличие от пеганки, огари чаще кормятся на суше, чем на воде

Питается растительной и животной пищей, в целом отдавая предпочтение первой. Тем не менее, соотношение между этими двумя группами кормов может варьировать в отдельных частях ареала и в различное время года. Кормится на воде и на суше, при этом чаще на суше, что отличает этот вид от близкородственной пеганки.
Весной огари часто добывают корм на зелёных лужайках и между барханами, где выщипывают зелёные побеги и семена травянистых растений, таких как солянка или различных видов злаков. В середине лета, когда пары обзаводятся потомством, выводки нередко можно встретить на солонцах, где они добывают насекомых (главным образом, кобылок и других видов саранчовых). На озёрах кормится рачками (включая Artemia salina), водными насекомыми, моллюсками, мелкой рыбой, лягушками (в том числе головастиками), червями. Во второй половине лета и осенью птицы посещают засеянные озимыми или убранные поля, где добывают семена зерновых культур — пшеницу, просо и т. п. Охотно подбирают просыпанное на дорогах зерно.
Известны случаи, когда утки подобно воронам и другим синантропным птицам питались пищевыми отходами и даже падалью В поисках пищи утки активны в основном в сумерки и ночные часы, тогда как днём отдыхают.

## Размножение

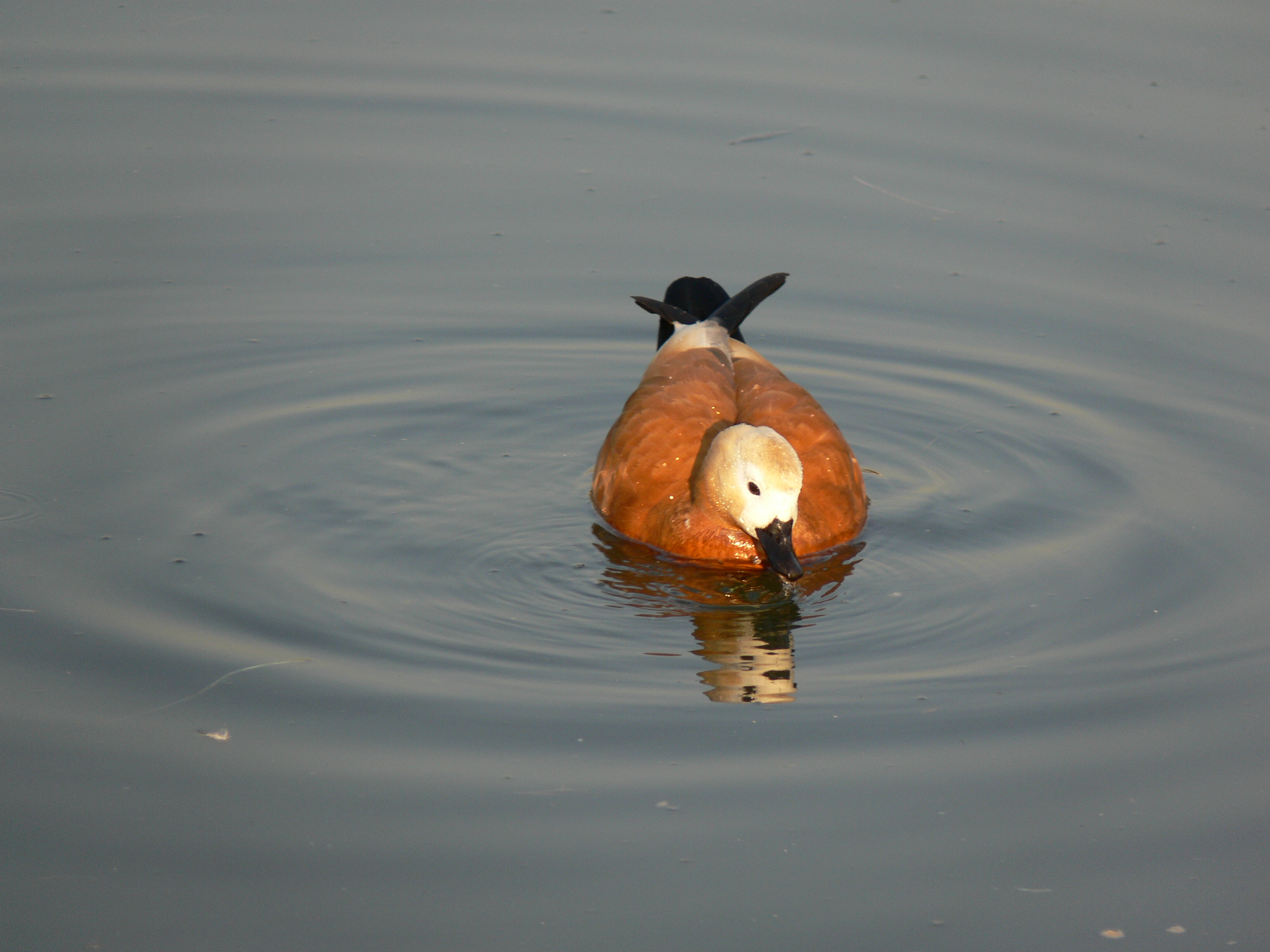
Фотография сделана в лесопарке «Покровское-Стрешнево», Москва, Россия

### Образование пары
Большинство птиц приступает к размножению на втором году жизни. Моногамен. Пары, по всей видимости, сохраняются несколько лет; их образование происходит на зимовках либо в первые дни появления на гнездовых участках. Как и кряквы, огари весной прилетают очень рано, когда водоёмы ещё покрыты льдом — в марте или первой половине апреля. Спариванию предшествуют брачные игры, в которых, судя по наблюдениям, не самец выбирает самку, а наоборот — самка самца. Возбуждённая утка с раскрытым клювом и постоянными криками перемещается вокруг селезня, привлекая его внимание. Время от времени она принимает так называемую «позу защиты» от воображаемого противника, при которой вытягивает шею и прижимает голову к поверхности воды или земли. Селезень ведёт себя более пассивно — либо стоит на одном месте с высоко вытянутой шеей, либо сгорбившись и опустив голову, волоча крылья ходит возле самки. После спаривания обе птицы кричат, а самец к тому же приподнимает крыло, обращённое к самке. Для брачного поведения также характерны парные полёты.

### Гнездо

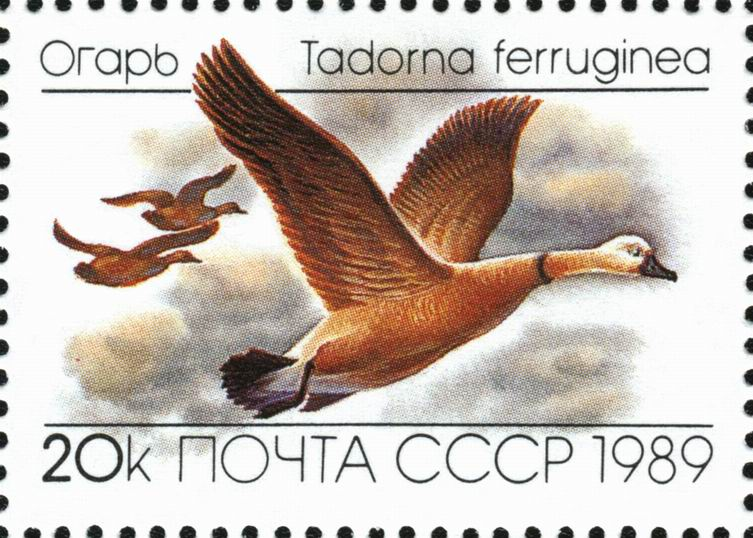
Марка СССР Утки. Огарь

Подобно пеганке огарь устраивает гнездо в различных нишах, иногда в нескольких километрах от воды и довольно высоко, до 10 м и выше от поверхности земли. Укрытия могут быть самыми разнообразными — вымоины глинистых обрывистых берегов, расщелины скал, старые скирды соломы, дупла лиственницы, заброшенные (а иногда и жилые) норы степных животных — лисиц, корсаков, степных кошек, барсуков, сурков и т. п.. В горах зачастую устраивает гнёзда рядом с горными вьюрками и клушицами на скалистых обрывах на высоте нескольких десятков метров от дна ущелья. При случае используются и искусственные постройки — например, в казахской степи гнездо нередко можно обнаружить в могильнике. В городских кварталах утки селятся в специально изготовленных для них домиках на воде, но также могут устроить гнездо в старом сарае, на заброшенном чердаке многоэтажного дома. На водоёме самцы огарей ведут себя очень агрессивно по отношению к другим уткам, выгоняя их за его пределы. При соперничестве за кормовую территорию огаря и кряквы зачастую выигрывает первый, как более массивный и напористый. Агрессия проявляется и в отношении селезней того же вида, между ними случаются потасовки, включающие неожиданные атаки с воздуха, удары крыльями и клювом. В этом случае чаще всего победителем в драке выходит «хозяин» водоёма, в то время как побеждённый ретируется либо занимает небольшой участок на периферии. Одно и то же гнездо может использоваться несколько лет подряд одними и теми же птицами.

### Насиживание и выведение потомства

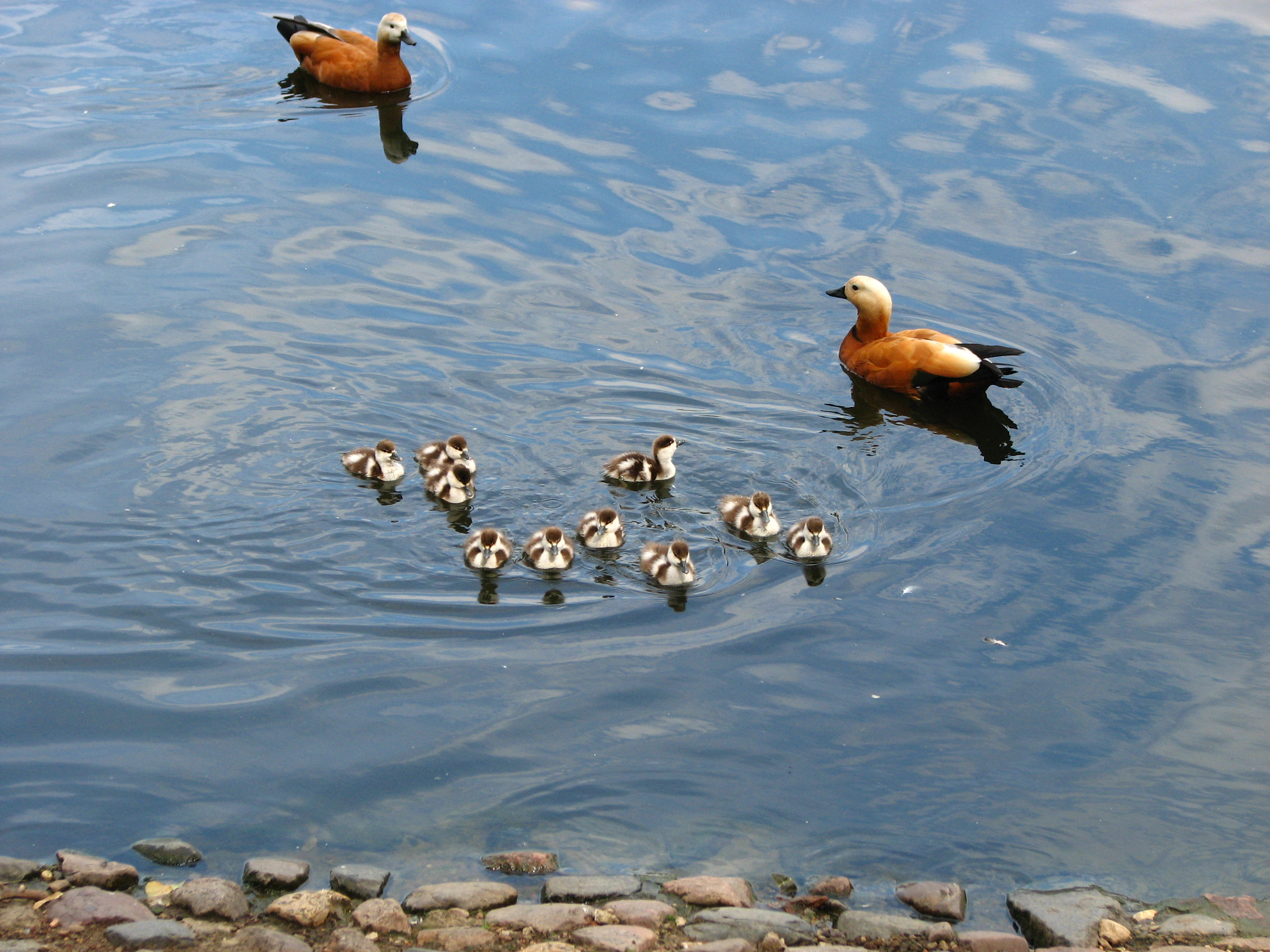
Выводок

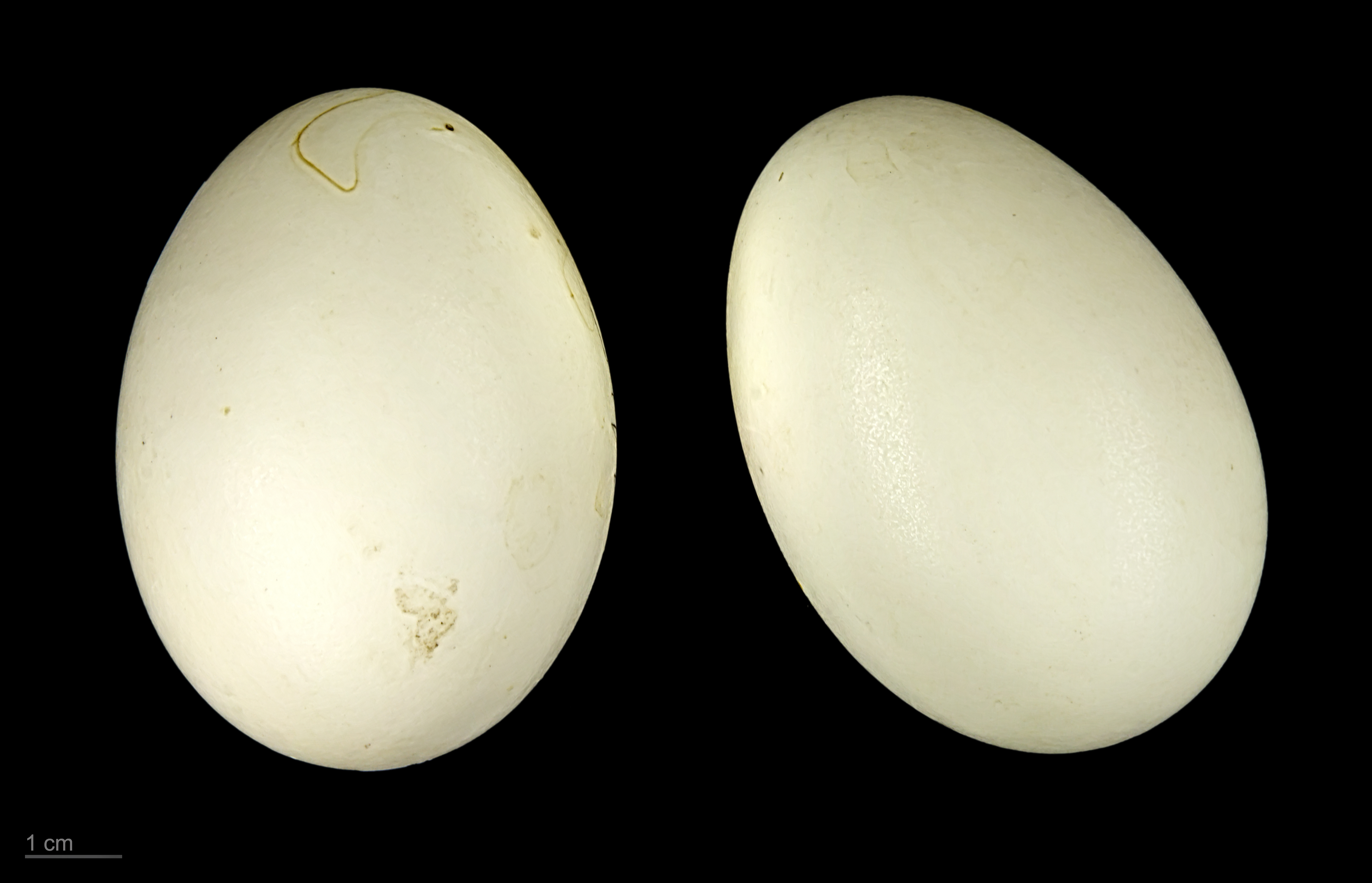
яйцо Tadorna ferruginea — Тулузский музей

Откладка яиц начинается через месяц-полтора после прилёта. Самка откладывает по одному яйцу в сутки или двое, полная кладка содержит от семи до семнадцати (чаще восьми — двенадцати) яиц. Скорлупа окрашена в кремовый либо сливочно-белый цвет, размер яиц составляет (61—72) х (45—50) мм. Насиживает одна самка, начиная с последнего яйца, в течение 27—30 дней, самец сторожит неподалёку от гнезда. Как и многие другие гнездяшиеся в норах птицы, самка при приближении к гнезду постороннего животного способна издавать громкое шипение, напоминающее таковое крупной змеи — этот сигнал, по мнению орнитологов, способен отпугнуть лисиц и других наземных хищников. Находящийся поблизости самец заранее предупреждает о приближающейся опасности и при необходимости набрасывается на пришельца, даже на такого крупного, как орлан-белохвост или человек.
Пуховики появляются на свет почти одновременно и, едва обсохнув, вскоре покидают гнездо. В случае надобности птенцы безбоязненно прыгают с большой высоты, раскрыв крылья наподобие парашюта, а затем следуют за самкой к близлежащему водоёму. Иногда в городских условиях можно наблюдать выводок, шествующий к пруду прямо по городским улицам. Бывает, что водоём, на который прибывает семейство, уже оказывается занятым другой парой огарей, и тогда неизбежны конфликты между новыми хозяевами пруда и старыми, включая пуховичков. Заботятся о потомстве оба родителя до момента поднятия первых на крыло, которое происходит примерно в возрасте 8 с половиной недель.

## В фольклоре
В книге «Встречи с животными» Евгений Павлович Спангенберг пересказывает одну из казахских сказок, в которой говорится, что иногда, раз в несколько сотен лет, из яйца огаря вылупляется щенок тазы́. Нашедшему такого щенка во всех его делах будет сопутствовать удача.